# Elbrus Abbasov
Elbrus Abbasov (tiếng Azerbaijani: Elbrus Osman oğlu Abbasov; 1 tháng 1 năm 1950 - 14 tháng 12 năm 2020) là một cố cầu thủ bóng đá chuyên nghiệp người Azerbaijan.

## Thành tích

### Cá nhân
- Giải Hạng nhất Liên Xô 1976 - Vua phá lưới (1)

## Qua đời
Vào ngày 14 tháng 12 năm 2020, Elbrus Abbasov qua đời tại Azerbaijan do các biến chứng liên quan đến COVID-19.